# Van der Graaf Generator (banda)
Van der Graaf Generator es un grupo de música del rock progresivo inglés de los años 1970. Fueron los primeros artistas que firmaron para la compañía Charisma Records. La banda alcanzó un considerable éxito en Italia y es considerada un grupo de culto.
Las principales características de Van der Graaf Generator (VdGG) eran la combinación de la voz dinámica de Peter Hammill y los saxofones tratados electrónicamente de David Jackson, generalmente sobre pistas de diversas clases de teclados (como el órgano Hammond o el clavinet de Hohner). Los discos de VdGG tendieron a ser de una atmósfera más oscura que otros grupos de música progresiva (un título que compartieron con King Crimson, cuyo guitarrista, Robert Fripp, aparece en dos de sus álbumes), aunque los solos de guitarra son una excepción en vez de una regla.
Hammill era el principal letrista del grupo y, a menudo, la línea entre la música escrita para su carrera de solista y para su banda era difusa.
El nombre del grupo está basado en un equipo eléctrico diseñado para producir electricidad estática, el Generador de Van de Graaff. El nombre fue sugerido por uno de los primeros miembros del grupo, Chris Judge Smith. El error ortográfico fue accidental.

## Historia del grupo

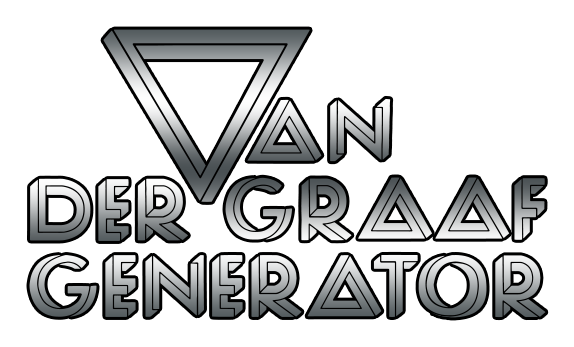
Logotipo de la banda

### Formación e inicios de la carrera
Van der Graaf Generator se formó en 1967 cuando varios de sus miembros estudiaban en la Universidad de Mánchester. El trío estaba constituido por Peter Hammill (guitarra y voces), Nick Pearne (órgano) y Chris Judge Smith (percusión e instrumentos de viento). Gracias a un demo, Mercury Records le ofreció a esta primera encarnación de la banda (orientada al blues y al jazz) un contrato de grabación que solo firmó Peter Hammill, a la sazón, de 19 años.
En 1968, Pearne fue reemplazado por Hugh Banton. El grupo fue capaz de asegurarse a Tony Stratton-Smith como manejador a tiempo completo. A través de él, el grupo se hizo con los servicios de un bajista llamado Keith Ian Ellis. El baterista Guy Evans se unió al poco tiempo. Esta formación grabó una serie de cintas demos para Mercury, antes de sacar un disco sencillo (que incluía los temas "The People You Were Going To" y "Firebrand") para Polydor Records. El disco sencillo fue publicado bajo presión de Mercury, pues había violado el contrato como solista de Hammill.
Aunque el grupo tocó en el programa Top Gear de BBC Radio 1 en noviembre y que estaba desarrollando un tour exitoso, se separó principios de 1969. El robo de un vehículo y del equipo del grupo en Londres se unió a las presiones que condujeron a esto, en combinación con el rechazo de Mercury para cancelar el contrato como solista de Hammill y la negativa del grupo para firmar en los inconvenientes términos con que Hammill lo había hecho.
En julio de 1969, Hammill fue a grabar su primer disco como solista en Trident Studios. Banton, Evans y Ellis se le unieron como músicos de estudio. A través de un convenio negociado por su mánager, el planeado álbum como solista de Hammill, The Aerosol Grey Machine, fue publicado por Mercury bajo el nombre del grupo en pago de liberar a Hammill de su contrato como solista. Inicialmente, el álbum solo fue publicado en los Estados Unidos.
Lo primero que hizo Tony Stratton-Smith luego de fundar Charisma Records fue firmar al grupo. Sin embargo, antes de grabar su segunda producción, titulada The Least We Can Do Is Wave To Each Other, Ellis abandonó la banda (posteriormente, se uniría por un breve tiempo a Juicy Lucy y a una encarnación de Iron Butterfly) por lo que debió ser reemplazado por Nic Potter, además, David Jackson (saxofón y flauta) se unió al personal de la banda.

### Período clásico
Con la grabación de The Least We Can Do Is Wave To Each Other se empezó a establecer un sonido nuevo en la banda, el cual dejaba atrás la influencia psicodélica de The Aerosol Grey Machine en favor de texturas musicales más oscuras influenciadas por el jazz y la música clásica. The Least We Can Do... fue muy bien recibido y sería seguido por un disco de título oscuro y que seguiría adelante con la evolución musical de la banda: H to He, Who Am the Only One. Potter abandonó durante las grabaciones del disco nuevo y el grupo decidió arreglárselas sin un bajista, haciendo que Banton sustituyera el bajo con ayuda de los pedales bajos del órgano. En la canción "The Emperor In His War Room", aparece la colaboración del guitarrista Robert Fripp.
Así las cosas, el cuarteto integrado por Hammill, Banton, Jackson y Evans que resultó de la grabación del álbum H to He es considerado ahora como la formación "clásica" de VdGG y, sin ningún cambió procedió a grabar el álbum Pawn Hearts, considerado como uno de los mejores trabajos de la agrupación. Solo contiene tres temas: "Lemmings", "Man-Erg" y la pieza conceptual de 23 minutos llamada "A Plague of Lighthouse Keepers", muy acorde con los tiempos, pues otras bandas del movimiento progresivo también grabaron durante esos años canciones de larga duración. De nuevo, Fripp hizo una aparición en el disco como guitarrista. El álbum resultó ser altamente exitoso en Italia, encabezando las listas de discos más vendidos durante doce semanas. La banda realizó una gira por Italia durante unas semanas, sin embargo, los conciertos estuvieron plagados por militantes de diferentes organizaciones extremistas, desde las Brigadas Rojas hasta del neofascismo. El grupo viajó por varias ciudades desde 1970 hasta 1972, pero sin contar con apoyo de la compañía discográfica y, posiblemente, experimentando dificultades económicas que acabaron con la separación y llevaron a Hammill a seguir con una carrera como solista.
Los otros tres miembros de la banda grabaron un disco instrumental con Nic Potter, Ced Curtis y Piero Messina, usando el nombre "The Long Hello". El disco homónimo fue editado en 1973.

### Primera reunión 1975-1978
La separación de Hammill del grupo fue en buenos términos y los mismos Banton, Jackson y Evans, entre otros, contribuyeron a su trabajo solista en varias oportunidades. Alrededor de 1975 los integrantes del grupo estuvieron listos para trabajar juntos de nuevo y, en solo doce meses, grabaron tres discos. Las sesiones fueron producidas por el propio grupo (los discos anteriores habían sido producidos por John Anthony en los estudios Trident), y, en cierta forma mostraban un sonido más tenso y sistemático. Godbluff, en particular, mostraba a Hammill haciendo un uso significativo del clavinet de Hohner. Still Life apareció el mismo año.
Luego del disco World Record, se alejaron de la banda Banton y luego Jackson. Nic Potter regresó y, en un giro típicamente excéntrico, Banton fue reemplazado por un violinista, Graham Smith. Esta formación produjo el disco The Quiet Zone/The Pleasure Dome. Asimismo, el grupo acortó su nombre a 'Van der Graaf'. Después de The Quiet Zone/The Pleasure Dome solo grabaron un disco más, una vez que Charles Dickie se hubiera unido al grupo en el chelo, apareció el doble disco en vivo Vital. Cuando fue publicado, en el verano de 1978, el grupo ya se había separado otra vez, de manera amistosa.
Un disco de material "nuevo" fue publicado después de la separación. Time Vaults es probablemente una colección no autorizada de grabaciones de tomas y ensayos hechas entre los años 1972 y 1975. La calidad del sonido varía de estándar para demos a muy pobre.

### Segunda reunión, 2005
Banton, Jackson y Evans hicieron apariciones ocasionales en los discos solistas de Hammill posteriores a la separación de 1978 y los miembros de la formación clásica de la banda tocaron juntos ocasionalmente. En 1991, tocaron varias canciones en la fiesta de cumpleaños de la esposa de David Jackson. En 1996, el cuarteto apareció en un concierto que ofrecían Peter Hammill y Guy Evans en el Union Chapel de Londres para interpretar "Lemmings". En 2003, Banton, Jackson y Evans se unieron a Hammill para tocar la canción "Still Life" en el Queen Elizabeth Hall de Londres. Ninguna de estas apariciones fueron anunciadas a la audiencia con antelación. Esta última aparición llevó a los miembros del grupo a escribir y ensayar material nuevo en el verano de 2004. Un disco doble llamado Present, fue el producto de esta reunión de la banda y fue publicado en abril de 2005. El 6 de mayo de 2005 se celebró un concierto de reunión en el Royal Festival Hall, en Londres, seguido por una gira por Europa durante el verano y el otoño de 2005. El concierto ofrecido en Leverkusen, Alemania del 5 de noviembre de 2005 fue filmado para un programa llamado "Rockpalast" y transmitido el 15 de enero de 2006.
Peter Hammill afirmó en un boletín de noticias de diciembre de 2005 que no había planes para más conciertos o grabaciones por parte de la formación clásica de VdGG en el futuro cercano. No obstante, la revista Mojo anunció en julio de 2006 que el grupo estaba dispuesto a grabar y presentarse en vivo. En septiembre de 2006, Hammill anunció que el grupo continuaría como un trío, sin Jackson.

## Miembros
- Peter Hammill – voz, guitarra y teclados (1967–1972, 1975–1978, 2005–presente)
- Hugh Banton – órgano, teclados, bass pedals, bajo y coros (1968–1972, 1975–1976, 2005–presente)
- Guy Evans – batería y percusión (1968–1972, 1975–1978, 2005–presente)

### Miembros anteriores
- Chris Judge Smith – voz, batería e instrumentos de viento (1967–1968)
- Nick Pearne – órgano (1967–1968)
- Keith Ellis – bajo (1968–1969)
- Nic Potter – bajo y guitarra (1969–1970, 1977–1978)
- David Jackson – saxofón, flauta y coros (1969–1972, 1975–1977, 1978, 2005–2006)
- Graham Smith – violín (1977–1978)
- Charles Dickie – violonchelo y teclados (1977–1978)

### Formaciones de la banda
- 1967: Peter Hammill, Chris Judge Smith
- 1967–1968: Peter Hammill, Chris Judge Smith, Nick Pearne
- 1968: Peter Hammill, Chris Judge Smith, Hugh Banton, Keith Ellis, Guy Evans
- 1968–1969: Peter Hammill, Hugh Banton, Keith Ellis, Guy Evans
- 1969–1970: Peter Hammill, Hugh Banton, Guy Evans, Nic Potter, David Jackson
- 1970–1972: Peter Hammill, Hugh Banton, Guy Evans, David Jackson
- 1975–1976: Peter Hammill, Hugh Banton, Guy Evans, David Jackson
- 1976–1977: Peter Hammill, Guy Evans, David Jackson
- 1977: Peter Hammill, Guy Evans, Nic Potter, David Jackson, Graham Smith
- 1977: Peter Hammill, Guy Evans, Nic Potter, Graham Smith
- 1977–1978: Peter Hammill, Guy Evans, Nic Potter, Graham Smith, Charles Dickie
- 1978: Peter Hammill, Guy Evans, Nic Potter, David Jackson, Graham Smith, Charles Dickie
- 2005–2006: Peter Hammill, Hugh Banton, Guy Evans, David Jackson
- 2006–presente: Peter Hammill, Hugh Banton, Guy Evans

## Discografía

### Discos de estudio
- The Aerosol Grey Machine (1969)
- The Least We Can Do Is Wave To Each Other (1970)
- H to He, Who Am the Only One (1970)
- Pawn Hearts (1971)
- Godbluff (1975)
- Still Life (1976)
- World Record (1976)
- The Quiet Zone/The Pleasure Dome (1977)
- Present (2005)
- Trisector (2008)
- A Grounding in Numbers (2011)
- ALT (2012)
- Do Not Disturb (2016)

### Grabaciones en directo
- Vital (1978)
- Maida Vale (sesiones de la BBC) (1994)
- Real Time (Royal Festival Hall) (2007)

### Recopilaciones
- 68-71 (1972)
- Repeat Performance (1980)
- Time Vaults (tomas de estudio, 1972-75) (1982)
- First Generation (1986)
- Second Generation (1986)
- Now and Then (recopilación no oficial de temas instrumentales del grupo sin Hammill) (1988)
- I Prophesy Disaster (1993)
- The Box (caja de 4 discos que incluye material en vivo y de sesiones) (2000)
- An Introduction (2000)

## Videografía
- Masters From the Vaults (sesión para la televisión belga, marzo de 1972) (2003) (DVD) (en el DVD dice incorrectamente que fue grabada en 1971)
- Godbluff Live (Live in Charleroi 1975 & la misma sesión belga citada anteriormente) (2003) (DVD)
- Inside VdGG (incluye fragmentos de los materiales citados anteriormente y de Beat Club 1970) (2005) (DVD)
- Van Der Graaf Generator: The Live Broadcasts (Charleroi, Palais des Expos, 27 de septiembre de 1975; Material extra: grabaciones de la televisión alemana)